# L'ultimo Sharknado - Era ora!
L'ultimo Sharknado - Era ora! (The Last Sharknado: It's About Time) è un film per la televisione catastrofico statunitense del 2018 diretto da Anthony Ferrante e prodotto e distribuito dallo studio The Asylum. È il sesto capitolo della serie di Sharknado.
Trasmesso per la prima volta negli Stati Uniti sul canale Syfy

## Trama
Con la Terra completamente devastata dal terribile sharknado del film precedente, Fin Shepard si prepara a viaggiare indietro nel tempo, partendo dalla Preistoria, per fermare gli Sharknado durante le varie epoche e impedire così la catastrofe globale.

## Citazioni e riferimenti
- Quando Fin e i suoi amici vanno negli anni '60, incontrano i suoi genitori ancora giovani. A un certo punto la madre Raye gli dice che ha un viso familiare e gli chiede se non sono mai andati al liceo insieme. Raye Martin è interpretata da Tori Spelling, e la frase è una citazione dal telefilm cult Beverly Hills 90210, nella quale il protagonista Ian Ziering ha fatto parte della serie, interpretando Steve Sanders
- Durante la scena del collasso temporale, appare anche Confucio che dice che questo sharknado è un «grosso guaio a Chinatown». Confucio ricorda, come abbigliamento, Lo Pan, il cattivo dell'omonimo film
- Sempre durante la scena del collasso temporale si vede un soldato barbaro che dice che «stasera ceneremo all'Inferno». Chiaro riferimento alla famosa frase pronunciata da re Leonida nel film 300.